# Schrems
Schrems là một thị trấn ở huyện Gmünd trong bang Niederösterreich, ở nước Áo. Đô thị này có diện tích 60,82 km², dân số năm 2001 là người.